# Banesto
El Banco Español de Crédito, S. A., más conocido por el acrónimo Banesto, fue un banco español fundado en 1902 en Madrid. Durante más de un siglo constituyó una de las principales entidades financieras del país, teniendo presencia también en el sector industrial a través de diversas inversiones. 
Estuvo controlado en un 89,74 % por el Banco Santander hasta la fusión por absorción realizada por la misma entidad el 3 de mayo de 2013. Como consecuencia, Banesto quedó extinto como entidad. Con la fusión jurídica, comenzó un periodo de transición de marca en el que se reflejó la vinculación de Banesto con Banco Santander, aunque las oficinas siguieron operando como Banesto. Una vez finalizado este periodo de transición, en diciembre de 2013, todas las oficinas de Banesto adoptaron la imagen de marca Santander. En 2014, se culminó la integración tecnológica.

## Historia

### Orígenes y creación
El Banco Español de Crédito tiene su raíz en una sociedad bancaria de capital francés que, impulsada por Isaac Pereire, se constituyó en Madrid el 28 de enero de 1856 bajo el nombre de Sociedad de Crédito Mobiliario Español. Esta sociedad se dedicaba fundamentalmente a cubrir el déficit presupuestario del Gobierno de España mediante adquisiciones de deuda pública, y a la concesión de créditos financieros a empresas públicas.
Tras la crisis de 1898, las reformas financieras de Raimundo Fernández Villaverde de 1900 y la repatriación de los capitales de las antiguas colonias americanas, los accionistas deciden liquidar la sociedad y fundar una nueva. Se constituye entonces «Banco Español de Crédito», creado el 1 de mayo de 1902 con un capital social de 20 millones de pesetas representado por 80.000 acciones con un valor nominal de 250 pesetas. El promotor del banco fue un grupo francés presidido por Gustavo Pereire, administrador de la Compañía de los Caminos de Hierro del Norte de España. A esta iniciativa se unieron Cayetano Sánchez Bustillo y León Cocagne (subdirector del Banco Hipotecario de España) en representación de un conjunto de inversores españoles. 
La primera sede, el Edificio de la Sociedad de Crédito Mobiliario, se ubicó en el Paseo de Recoletos de Madrid.

### Expansión e inversiones
A partir de 1940, inició un proceso expansión y absorción de otras entidades que lo situó entre los primeros bancos españoles. En 1955 Banesto adquirió el Banco de Vitoria (que mantuvo como filial hasta su integración en 2003), y en 1978 adquirió el Banco Coca entonces presidido por Ignacio Coca García. Así mismo, la entidad realizó importantes inversiones en el sector industrial español.
En 1954 el banco jugó un rol destacado en las negociaciones que llevaron a la adquisición de las minas de Riotinto a la británica Rio Tinto Company Limited, formando también parte del consorcio que acabaría constituyendo la Compañía Española de Minas de Río Tinto (CEMRT) para la explotación de los yacimientos. En la década de 1960 el Banco Español de Crédito se asoció con la empresa norteamericana Standard Oil of New Jersey para la construcción de una refinería en Castellón, dedicada principalmente al refinado de petróleo. Las instalaciones comenzaron a operar en 1967, pasando años después a quedar bajo el control exclusivo del Banesto. Para su gestión creó una filial: «Petróleos del Mediterráneo». A finales de la década de 1980 el banco tenía importantes participaciones en empresas como Acerinox (siderurgia), Agromán (construcción), Asturiana de Zinc (minería), Carburos Metálicos (química), Petromed (petroquímica) o La Unión y El Fénix Español (seguros).

### Crisis e intervención
A principios de la década de 1990 el grupo Banesto se vio implicado en un problema de morosidad bancaria y falta de capital, que su presidente Mario Conde quiso arreglar mediante un acuerdo para recapitalizarlo con la entrada en su capital de JP Morgan, primera entidad de Estados Unidos en ese momento. Sin embargo, el Banco de España se opuso a dicho plan y prefirió intervenir al Banesto el día 28 de diciembre de 1993, destituyendo a todo el consejo de administración del banco. Conocido como Caso Banesto, se comprobó que fue una trama de corrupción empresarial que terminó con la condena judicial de los entonces responsables del banco. En ese momento, de hecho estaba entre las cinco entidades financieras más grandes de España y tenía más de siete millones de clientes y medio millón de accionistas. Tras la intervención por el Banco de España en 1994, fue adquirido por el Banco Santander. Posteriormente, en febrero de 1998 este banco lanzó una OPA sobre el 100% del capital social de Banesto, en virtud de la cual se hizo con el 97,5% de las acciones.
A partir de 1999, Banesto se dedicó a potenciar su servicio de compra y venta de valores por Internet, gracias a su acuerdo con Telefónica Móviles. Ese mismo año puso en marcha la banca móvil a través de la red. Además, recientemente ha establecido acuerdos con Indra y Schneider para implantar un sistema de gestión basado en tecnología web, ha alcanzado un acuerdo con Pelayo para la distribución de seguros a través de la red y con Lycos para prestar servicios financieros y de comercio electrónico. De hecho, Banesto ha obtenido varios premios de la Asociación de Usuarios de Internet a la «Mejor empresa en incorporar Internet en su desarrollo estratégico».

### Absorción por el Santander
El 17 de diciembre de 2012, Banco Santander anunció la absorción de sus filiales Banesto y Banif. Tras la integración, en mayo de 2013, las marcas Banesto y la de su división de banca privada desaparecerían y pasarían a operar bajo la del Grupo Santander. El 3 de mayo de 2013 Banesto dejó de cotizar en bolsa antes de culminar su integración en el Banco Santander, por la que sus accionistas pasaron a serlo del grupo financiero que presidía Emilio Botín. El canje de títulos fue de una acción del Banco Santander por cada 1,579 títulos de Banesto.
Como consecuencia de la fusión por absorción realizada por el Banco Santander, Banesto quedó extinto como entidad. Con la fusión jurídica, comenzó un periodo de transición de marca en el que se reflejó la vinculación de Banesto con Banco Santander, aunque las oficinas siguieron operando como Banesto. Una vez finalizado este periodo de transición, en diciembre de 2013, todas las oficinas de Banesto adoptaron la imagen de marca Santander.

## Administración

### Presidentes
- Cayetano Sánchez Bustillo (1902–1906)
- Manuel González Longoria (1906–1913)
- Manuel García Prieto (1913–1927)
- José Gómez-Acebo (1927–1933)
- Pablo Garnica y Echevarría (1933–1960)
- Jaime Gómez-Acebo (1960–1970)
- José María Aguirre Gonzalo (1970–1984)
- Pablo Garnica Mansi (1984–1988)
- Mario Conde Conde (1988–1993)
- Alfredo Sáenz Abad (1993–2002)
- Ana Patricia Botín-Sanz de Sautola (2002–2010)
- Antonio Basagoiti García-Tuñón (2010–2013)